# لقاح الناقل الحي
لقاح الناقل الحي هو لقاح يستخدم فيروسًا ضعيفًا كيميائياً لنقل أجزاء من العامل الممرض من أجل تحفيز الاستجابة المناعية.
الجينات المستخدمة في هذا اللقاح هي عادة مولدات ضد من بروتينات السطح الخاصة بالكائن الممرض. ثم يتم إدخالها في جينوم كائن حي غير ممرض مثل الفيروس الغدي حيث يتم التعبير عنها على سطح الخلية ويمكن أن تثير استجابة مناعية.
ومن الأمثلة على ذلك لقاح التهاب الكبد الفيروسي ب ، حيث يتم التحكم في عدوى التهاب الكبد ب من خلال استخدام لقاح مؤتلف، والذي يحتوي على شكل من المستضدات السطحية لفيروس الالتهاب الكبدي الوبائي B الذي يتم إنتاجه في خلايا الخميرة.
كان تطوير لقاح المؤتلف تطورا هاما وضروريا لأن فيروس التهاب الكبد B ، على عكس الفيروسات الشائعة الأخرى مثل فيروس شلل الأطفال ، لا يمكن أن يزرع في المختبر.